# شورلت نوا
شورلت نوا (یا شوی II) (به انگلیسی: Chevrolet Chevy II / Nova) خودرویی است که در سال‌های ۱۹۶۱ تا ۱۹۷۹ و ۱۹۸۵–۱۹۸۸ تولید شده ‌است. این خودرو جزو مقاوم‌ترین خودروها در برابر فشار هوا است. شورولت Chevy II Nova اتومبیل‌های جمع و جور هستند که توسط بخش شورولت جنرال موتورز در چهار نسل برای سالهای مدل ۱۹۶۲ تا ۱۹۷۹ تولید شده‌اند. نوا بهترین مدل در ترکیب Chevy II تا سال ۱۹۶۸ بود. در سال ۱۹۶۹ اسم Chevy II کنار گذاشته شد و نوا تبدیل به اسم اصلی برای مدلهای ۱۹۶۹ تا ۱۹۷۹ شد؛ و روی پلت فرم بدنه X تا سال ۱۹۷۹ ساخته می‌شد، در بهار سال ۱۹۷۹، شورلت سایتیشن به عنوان جایگزین نوا معرفی شد. البته نسل پنجم شورلت نوا در سال ۱۹۸۵ با نام نوا دوباره بازگشت، ولی خیلی زود پایان یافت و این شرکت از سال ۱۹۸۸ به بعد تحت نام یکی زیر مجموعه‌های شرکت NUMMI و در قسمت ون ‌های محور جلو تویوتا ژاپن شرکت NUMMI به فعالیت خود ادامه می‌دهد.

## تاریخچه

### پیشینه
شورولت نووا (نووا به معنای نوح که در ایران به اشتباه نوا نوشته می شود) با نام دیگر شوی II (Chevy II) مانند بسیاری دیگر از خودروهای هم خانواده خود با دو محوریت اسپرت و خانواده در دو قالب کوپه و سدان طراحی و تولید شد. 

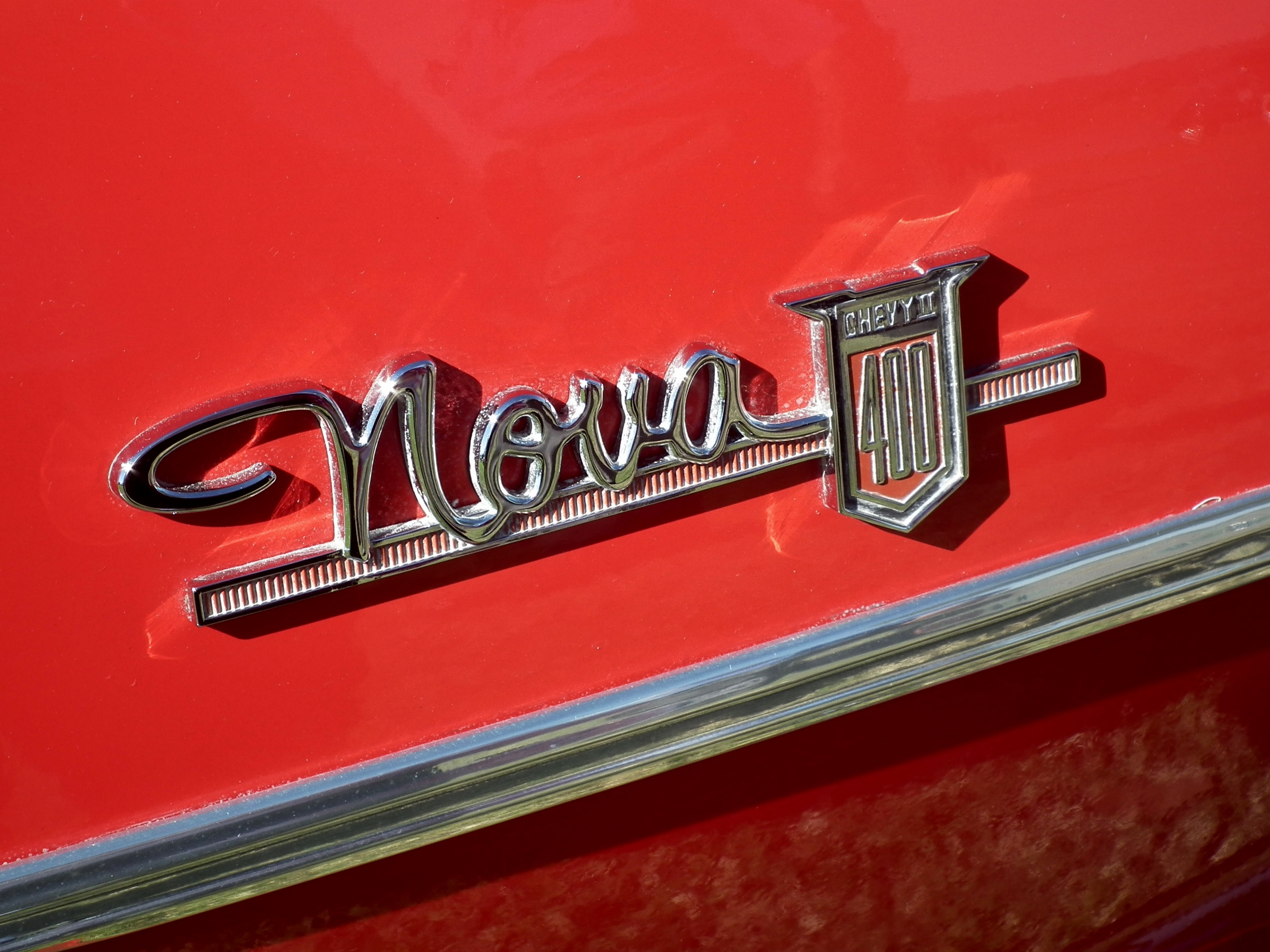
مارک شورلت "نوا " که روی بدنه خودرو نصب می‌شود.

در سال ۱۹۶۱، شورولت در مدل کورویر Corvair Monza خود برنده بزرگی داشت، اما هیچ چیزی برای رقابت با فورد فالکون بلند پرواز ندارد. راه حل ۱۹۶۲: بازگشت به مدل، کم هزینه شورولت Chevy II. هنگامی که اتومبیل‌های ۱۹۶۰ در پاییز سال ۱۹۵۹ اولین کار خود را آغاز کردند و هنگامی که فروش سال ۱۹۶۰ شمرده شد:
- فالکون ۴۳۵٬۶۷۶
- کورویر: ۲۵۰۰۰۷

با این نتیجه یک چیز واضح بود: Falcon ماشین برنده میدان بود، و Corvair با مشکل روبرو شد.. بنابراین، در دسامبر سال ۱۹۵۹ - اندکی پس از ورود Falcon به بازار - تصمیم گرفته شد یک خودروی کامپکت معمولی در نمایشگاه‌های شورولت بعنوان مدل ۱۹۶۲ قرار بگیرد. کلر مک کیچان، یکی از طراحان Chevy در آن زمان، گفت: "این یک کار عجله واقعی بود." "ما می‌خواستیم برخی از جنبه‌های شورولت را در طراحی حفظ کنیم، اما باید با اندازه‌ها و ابعاد Falcon مطابقت می‌داشتیم. چنین برنامه ای عجولانه بود که ما مجبور شدیم از تکنولوژی در آن استفاده کنیم. ”
کلر مک کیچان این طراح قدیمی شورلت در مورد ایجاد نوا یادآوری کرد: "در طراحی خودرو برای ما یا مهندسین هیچ فرصتی برای تست کردن یا دور زدن با ایده‌های جدید وجود نداشت؛ و باید طرح نهایی ماشین را می‌دادیم." در سال ۱۹۶۲ شورلت ماشینی تولید کرد که فاصله چرخهای جلو و عقب آن ۱۱۰ اینچ بود، ایده ای که از فورد فالکون ۱۰۹٫۵ اینچی گرفته شده بود و به اصلی‌ترین طرح این کمپانی در آن سال تبدیل شد. وی ادامه داد: "فکر می‌کنم سریعترین برنامه ای بود که در هر زمان انجام دادیم." "ما شب و روز بر روی آن ماشین کار می‌کردیم و مهلت کمی داشتیم تا آن را از طریق فروشگاه‌های خود عرضه کنیم."
و این همان چیزی است که شورلت نوا را به یکی از سریعترین برنامه‌های توسعه ماشین‌های جدید در تاریخ جنرال موتورز تبدیل کرد - تنها ۱۸ ماه پس از اینکه طراحان چراغ سبز را نشان دادند، اولین تولید شورلت نوا در اوت سال ۱۹۶۱ از خط مونتاژ Willow Run در میشیگان بیرون آمد و بعدها در نمایندگی‌های اوکلند، کالیفرنیا و فرامینگهام نیز شروع به تولید نوا کردند. شورلت نوا (Chevy II) از موتورهای ۴ سیلندر خطی یا ۶ سیلندر خطی بهره می‌برد که این شش سیلندر از ۷ یاتاقان اصلی استفاده می‌کردند، یک طراحی انقلابی در روزگار خود. این موتورها به تازگی و مخصوص این خودروی جدید طراحی شده بودند. مهندسی ساده، اما به روز بود. یک ساختار کاملاً جدید که با هیچ خودروی جنرال موتورز مشترک نیست. برعکس شورلت کورویر، شورلت نوا ۱۹۶۲عملاً قصد هیچ انقلابی در طراحی مفهومی یا تولید خودرو را نداشت و مأموریت آن این بود که به خریداران نوا یک خودروی کامپکت ارائه دهد. وقتی مدیر کل شورلت Chevy II را به مطبوعات اعلام کرد، این اتومبیل را «ارائه حداکثر کارکرد با پیشرفت» توصیف کرد.
بحث و گفتگوهای زیادی در کارخانه شورلت وجود داشت دربارهٔ نامگذاری این ماشین جدید، بود و برای ادامه دادن با چوی 2 "Chevy II" بسیار دیر شده بود. نوا یکی از گزینه‌های فینالیست بود. البته به دلیل عدم شروع با حرف"C" از بین رفت اما به عنوان نام برتر انتخاب شد. درنهایت، البته، نشان نوا جایگزین Chevy II شد - اما این اتفاق تا یک دهه به طول انجامید. سازندگان Chevy II در بیشتر قسمتها از Falcon الگو می‌گرفتند. فاصله ۱۱۰ اینچ چرخهای جلو و عقب، طول کلی ۱۸۳ اینچ، و عرض کلی ۷۰٫۸ اینچی آن، همه همان‌طور که انتظار می‌رفت، نسبتاً بزرگتر از ابعاد فالکون بود ابعاد داخلی بیشتر از فالکن، با صندلی‌های تا شو آن است. فضای صندوق عقب، ناحیه ای که Corvair واقعاً در آن قسمت مشکل داشت و از کوچکی آن رنج می‌برد، در Chevy II به اندازه یک پوند ۲۵٫۵ متر مکعب تغییر یافته بود. از طرفی خطوط دلپذیری که به‌طور کلی از الگوی شورولت فول سایز پیروی می‌کردند در حقیقت تداعی گر شورلت ایمپالا بودند.

## نسل اول (۱۹۶۲ تا ۱۹۶۵)
(۱۹۶۲ تا ۱۹۶۵)

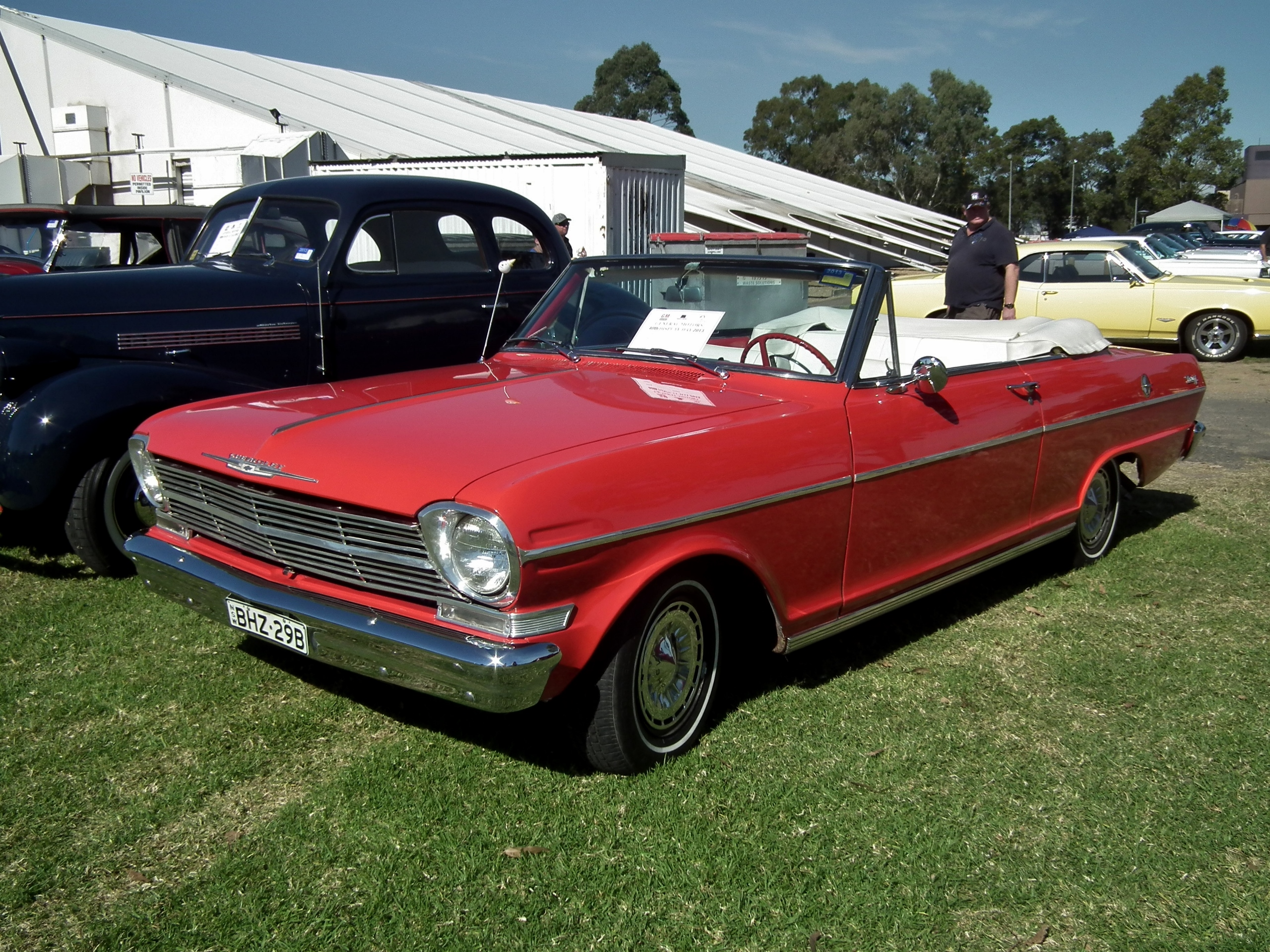
شورلت نوا سری ۴۰۰ کانورتیبل مدل ۱۹۶۲

بعد از اینکه شورولت کورویر موتور عقب در سال ۱۹۶۰ در برابر فورد فالکون معمولی شکست خورد، شورولت کار خود را بر روی یک اتومبیل کامپکت معمولی تر آغاز کرد که در نهایت تبدیل به Chevy II شد. این خودرو از ساخت و سازهای بی بدیل برخوردار بود و در مدلهای کوپه دو درب و سدان چهار درب و کروکی و همچنین نسخه‌هایی با واگن استیشن در دسترس بود. Chevy II در سال ۱۹۶۲ در سه سری و پنج سبک بدنه عرضه شد:
- سری ۱۰۰: ارزان قیمت به صورت سدان دو یا چهار درب یا استیشن با دو صندلی که قیمت سدان چهار سیلندر، دو درب آن ۲۰۰۳ دلار بود، ۱۰ دلار گران‌تر از ارزان‌ترین مدل شورولت، کورویر ۵۰۰ کوپه و ۱۸ دلار گران تراز ارزان‌ترین فالکون بود. از ویژگی‌های استاندارد در همه مدل‌ها می‌توان به بخاری، برف پاک کن شیشه جلو برقی، صندلی جلو با کف فوم، فندک سیگار و رنگ نمای خارجی لاک اکریلیک Magic-Mirror اشاره کرد.
- سری ۳۰۰: در ابتدا قرار بود سری۲۰۰ وجود داشته باشد، اما در آخرین لحظه به سری ۳۰۰ تبدیل شد، شامل دو مدل سدان دو درب و چهار درب و یک استیشن با سه ردیف صنذلی بود که ردیف سوم صندلی‌ها که در واگن استیشن قرار می‌گرفتند به‌طور غیرمعمولی رو به عقب خودرو بود.
- سری Novs 400: خط برتر نوا ۴۰۰ به عنوان یک خودروی اسپرت کوپه سقف دار بود، که در طرحهای سدان دو و چهار درب و استیشن واگن دو صندلی بسیار خوب ظاهر شد. از ویژگی‌های منحصر به فرد به نوا می‌توان به تزئینات داخلی و بیرونی آپشنال اشاره کرد، از جمله دیسک‌های ترمز کامل، موکت کف و روکش صندلی چرم و … پارکت تمام فضای داخلی واگن و صندلی‌های اسپرت سطلی که انتخابی بوده و قابل سفارش هستند.

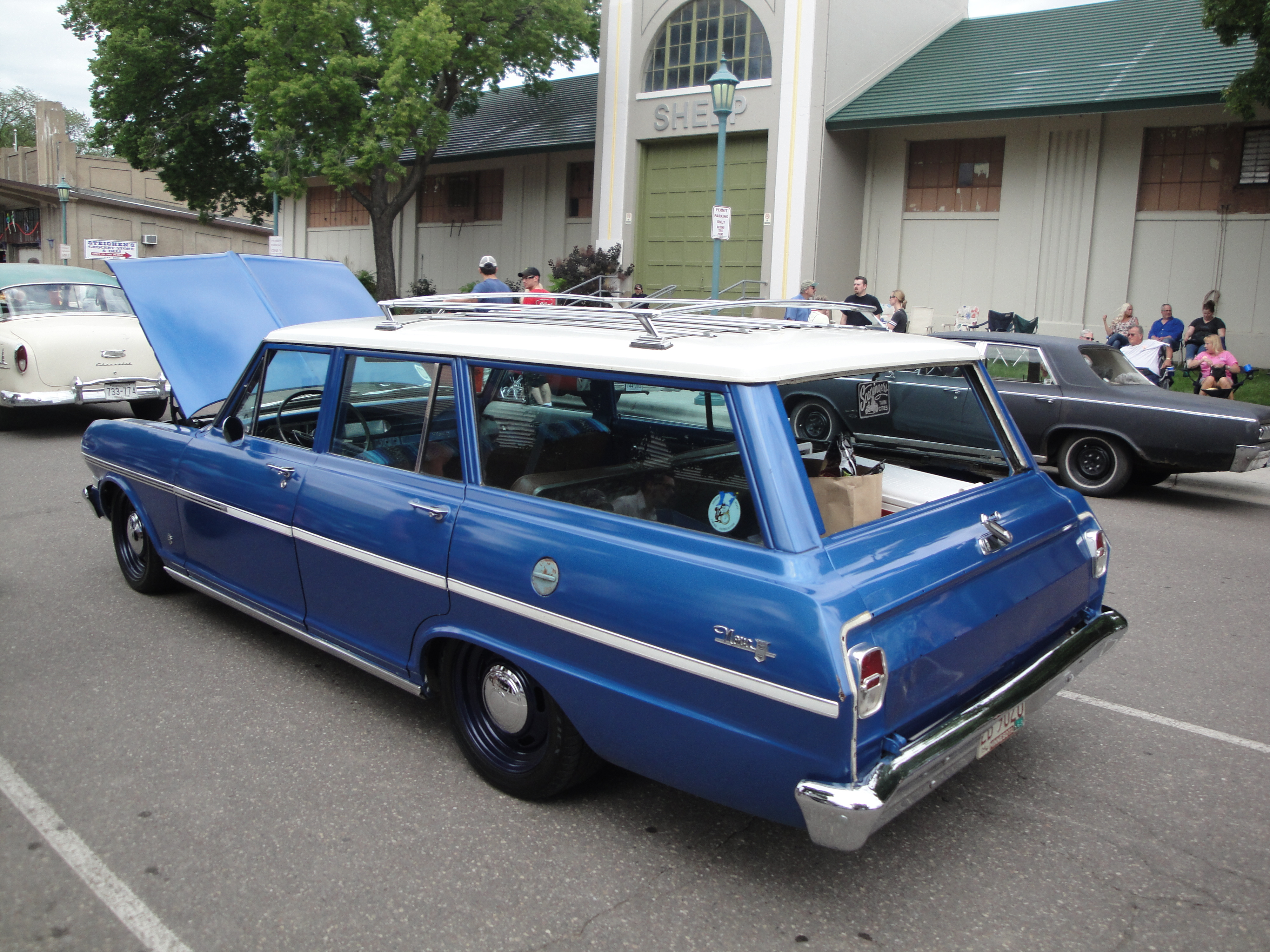
شورلت Chevy II نوا سری ۴۰۰ واگن استیشن ۴ درب مدل ۱۹۶۳

نکته حائز اهمیت فروش تمامی ۲۳۷۴۱ دستگاه نوا ۴۰۰ تولیدی همان سال (۱۹۶۲) به قیمت هر دستگاه ۲۴۷۵ دلار بود
گلگیرها بجای جوشکاری شدن روی شاسی پیچ می‌شدند، چیزی که باعث کاهش هزینه‌های تعمیر می‌شد، به ویژه هنگامی که با خودروهای کاملاً یک تکه مانند Corvair مقایسه شوند. کمک‌های جلو همان‌طور که انتظار می‌رفت، بودند اما خبر واقعی شاه فنرهای عقب پنج فوتی بود که نیمه بیضوی و تک برگ، از جنس استیل با مقاومت بالا ساخته شده بودند و و با بوشهای لاستیکی قوی به خودرو متصل می‌شدند. البته استانداردی که برای نوا سری ۴۰۰ درنظر گرفته شده بود، یک پیشرانه جدید ۱۹۴ اینچ مکعب که با ۶ سیلندر خطی قدرت ۱۲۰ اسب بخار را تعیین تأمین می‌کرد بود. انتخاب جعبه دنده ۳ سرعته با تعویض دنده به صورت دستی و اتوماتیک نیز برای نوا یک انتخاب عاقلانه به‌شمار می‌رفت.
واکنش‌ها به شورلت نوا در سال ۱۹۶۲ عمدتاً مثبت بود تام مک‌هیل ژورنالیست خودرویی در حاشیه پیش نمایش مطبوعاتی سری ۴۰۰ با یک خودروی کروکی Chevy II سری ۴۰۰ رانندگی کرد و شدیداً تحت تأثیر قرار گرفت و چنین گفت: «حتی در سرعت ۹۱ مایل بر ساعت بسیار صاف و آرام رانندگی می‌کردم.» وی اظهار داشت که: «با یک مقدار تکان خوردن بازار و کاهش بسیار کم در قیمت، این خودرو می‌تواند مثل آب خوردن فروخته شود.»
نشریه کار لایف حتی با شور و نشاط بیشتری از Chevy II برای دریافت جایزه "پیشرفت مهندسی " نام برد. این مجله اظهار داشت: "ما فکر می‌کنیم که Chevy II، به شکل ۴ یا ۶ سیلندر، پیشرفت مهمی را در زمینه خودروسازی آمریکا نشان می‌دهد." "ما فکر می‌کنیم این امر بازگشت به حساسیت را از نظر حمل و نقل اساسی نشان می‌دهد؛ این خودرویی با اندازه معقول، کارایی مناسب و ظرافت ساده است."
گزارش‌های دریافتی از مشتریان نوا ۶ سیلندر، آن را به عنوان یک اتومبیل معمولی فوق‌العاده حساس و دارای دکوراسیون داخلی بسیار خوب توصیف می‌کنند اما همچنین این گزارش‌ها حکایت از سر و صدای داخلی بالاتر از حد متوسط دارند.
طبق نظریه مشتریان مدل چهار سیلندر برای استفاده روزانه مناسب نمی‌باشد بلکه این مدل برای استفاده مسافرتی بسیار مناسب است البته به شرط اینکه لرزش‌های آن را تحمل کنید.
مک هیل دربارهٔ آن اظهار داشت این خودرو چهار نفره نرم‌ترین خودرویی که من تاکنون راننده نبوده اما خودروی خوبی بود و به احتمال زیاد حالا حالاها در بازار خواهد ماند
نشریه موتور ترند جدید را ساده‌ترین اتومبیل ساده صادقانه و بسیار معمولی خواند سردبیر نشریه جدید تیتوس مجذوب سیستم تعلیق عقب تک برگ جدید این خودرو شد نحوه کار در ایران خودرو تقریباً متناقض به نظر می‌رسد چرخش بدنه بسیار زیادی وجود دارد اما ماشین احساس بی‌ثباتی نمی‌کند سواری نرم و دلپذیر است اما دریای نیست
اتاق داخلی، فرمان و ترمزها مورد تقدیر قرار گرفت نمره عملکرد برای یک خودرو ۶ سیلندر «معتدل» ارزیابی شد و سرعت صفر تا ۶۰ مایل بر ساعت آن زیر ۱۶ ثانیه بود و حداکثر سرعت آن ۹۸ مایل بر ساعت گزارش شده‌ است
در مقایسه با یک فالکن با قدرت ۹۰ اسب بخار در سال ۱۹۶۰ صفر تا ۶۰ مایل بر ساعت آن ۲۱ ثانیه طول می‌کشید
شورلت نوا در سال ۱۹۶۲ دقیقاً همان کاری را که قرار بود در بازار انجام دهد انجام داد تولید سال این مدل ۳۲۶۱۰۷ دستگاه بود از این تعداد ۵۷۱۴۱ دستگاه اسپرت کوپه و کروکی بودند که رقم شگفت‌آور برای یک خودرو اقتصادی بود بیشتر از ۸۵ درصد آنها به موتور ۶ سیلندر مجهز بودند
این یک فروش موفقیت‌آمیز در طول تاریخ شورلت بود زیرا شورلت در ۳۰ درصد از بازار ایالات متحده را در اختیار گرفته بود و در همین حال در اردوگاه فورد فروش فالکن اندکی کاهش یافته بود.

## نسل دوم (۱۹۶۶ تا ۱۹۶۷)
نسل دوم نوا کوتاه مدت خواهد بود و تنها ۲ سال به طول می‌انجامد. در ۱۹۶۶ نوا شاهد بازسازی مجدد قابل توجهی بود که بخشی از آن بر اساس ماشین مفهومی Super Nova بود. به‌ طور کلی، ابعاد و ویژگی‌ها اندکی تغییر کردند. فاصله دو محور ۱۱۰ اینچ ثابت مانده ‌است. اما تغییراتی از جمله جلو پنجره مشبک و بیشتر شدن شیب سقف به چشم می‌خورد. همچنین گلگیرهای عقب تا حدودی چرخهای عقب را می‌پوشاندند، مدل ۱۹۶۶ دارای چراغ‌های عقب عمودی و چراغ‌های جلو گرد با قاب استیل مستطیلی بود. چراغهای راهنما جلو به زیبایی در درون سپر محکم استیل جلو خودنمای می‌کردند.
مدل ۱۹۶۶ در ۲ سری نوا ۱۰۰ و نوا ۴۰۰ تولید می‌شد که البته فقط با پرداخت ۱۵۹ دلار بیشتر از نوا۴۰۰، خریداران می‌توانند نوا سوپر اسپرت (Nova Super Sport) را انتخاب کنند. Nova SS که فقط در یک کوپه اسپرت موجود بود، در رده‌های پر فروش قرار گرفت. موتور نوا سوپر اسپرت همان موتور ۱۹۴ استاندارد ۶ سیلندر خطی با حجم موتور ۳۱۸۰ سی سی بود، اما هر موتور Chevy II (به استثنای چهار سیلندر) می‌تواند با SS همراه شود. Nova SS از نظر ظاهری با گلگیرهای عقب گهواره ای بزرگ و پهن و یک در باک آلومینیومی روشن متمایز می‌شود. این مدل روی جلو پنجره مشبک جلو و روی صفحه استیل انتهای درب صندوق عقب علامت استیل براق SS را داشت و همچنین در انتهای گلگیر عقب سمت راننده نیز عبارت Super Sport با فونت فانتزی قشنگ به صورت استیل برجسته نصب شده بود. روکش چرخ عقب (بچه گلگیر عقب) از Malibu SS 1965 تقلید شده بود، همچنین یک گیج اندازه‌گیری دور موتور (تاکومتر) نیز اضافی داشت. بروشور فروش 66 Chevy II به وضوح Super Sport را به عنوان "Chevrolet Chevy II Nova Super Sport" معرفی می‌کرد، اما نام "Nova" در هیچ‌کدام از قسمتهای بدن ه خودرو استفاده نشده بود.
موتور خطی ۴ سیلندر با ۹۰ اسب بخار قدرت و ۲۵۱۰ سی سی حجم موتور در مدلهای پایه سری نوا ۱۰۰ ارائه شد. خریداران همچنین می‌توانستند یک موتور ۶ سیلندر ۳۱۸۰ سی سی خطی که موتور استاندارد سری SS بود یا موتور ۶ سیلندر ۳۸۰۰ سی سی با ۱۹۵ اسب بخار یا ۲۲۰ اسب بخار سفارش دهند همچنین یک موتور خورجینی ۸ سیلندر با حجم موتور ۴۶۴۰ سی‌سی و ۲۷۵ اسب بخار و نیز در آپشن ‌های سفارشی بود. ضمناً یک موتور هشت سیلندر خورجینی توربو با ۵۳۶۰ سی سی حجم موتور و قدرت ۳۵۰ اسب بخار نیز در آپشن ها دیده می‌شد که این موتور برای اولین بار بود که در کارخانه شورلت تولید شده بود این موتور با گیربکس دستی چهار سرعته نوا را که به‌ طور معمول ملایم است به یک ماشین عضلانی مناسب تبدیل کرده بود البته برای این موتور قدرتمند گیربکس فقط دستی بود و گیربکس به صورت اتوماتیک در دسترس نبود.
مدل ۱۹۶۷ رسماً چری ۲ نوا نامیده شد و از نظر قطعات استیل و براق تا حدود زیادی پیشرفت کرده بود همچنین مدل‌های ۱۹۶۷ پیشرفت‌های بسیار چشمگیری در زمینه تجهیزات ایمنی داشتند یک میله فرمان امن و لنگرهای کمربند ایمنی جلو و کمربند سرنشینان عقب و فرمان برقی و ترمز برقی به همراه سیلندرهای دوقلوی ترمز اضطراری در تمام مدل‌های ۱۹۶۷ گنجانده شده ‌است. آمپر سرعت سنج در با لاترین قسمت داشبورد بود تا راننده بتواند به آسانی با یک نگاه و بدون چشم برداشتن از جاده سرعت را ببیند. این گیج سرعت سنج دارای یک ضمیمه کوچک است که وقتی زمان تعویض دنده خودرو فرا می‌رسد، روشن می‌شود. البته قطعات نرم داخلی نیز مانند زیر دست راننده و آفتابگیر نیز تغییر کرده بودند. باک بنزین تقریباً تمام زیر صندوق را پر کرده بود
مدل 1967 Chevy II و لوکس بودن آن در بازار جذابیت خریدار خودروهای کامپکت را ادامه داد، اما شورولت کامارو که در سال ۱۹۶۷ معرفی شد، برخی از فروش‌های Nova را از بین برد. در واقع شورلت نوا ۱۹۶۷ نمونه کاملی از Hot Rod است.Hot Rod اتومبیلهای کلاسیک آمریکایی است که به جای ظاهری تند رو، به ‌طور خاص برای سرعت ساخته شده‌اند. بیشتر آپشن‌ های سفارشی سازی شورلت نوا ۱۹۶۷ نیز در پیشرانه آن است. بارزترین تغییر شکل ظاهری آن افزودن دمنده Blower Shop در هواکش این خودرو است. این سیستم همچنین تعلیق‌های جلو و عقب را بلند کرده ‌است تا فضای لازم برای چرخ‌های ۱۸ اینچ جلو و ۲۰ اینچ عقب با رینگهای اسپرت Billet Specialties فراهم شود.
شورولت نوا اس اس ۱۹۶۷ که فقط به صورت کوپه در دسترس است، یک جلو پنجره مشبک جدید آلومینیومی آنودایز شده با تم سیاه را ارائه کرد. بچه گلگیر چرخ SS این بار از ایمپالا SS 66-1965کپی برداری شده بود. آرم‌های "Nova SS" از سال ۱۹۶۷ به بعد جایگزین علامت‌های "Chevy II SS " که در مدل ۱۹۶۶ به کار می‌رفت، شدند. موتور شش سیلندر خطی ۳۱۸۰ سی سی به موتور شش سیلندر خطی با حجم ۴۱۰۰ سی سی ارتقا یافت. پیشرانه خورجینی ۸ سیلندر با حجم موتور ۴۶۴۰ سی سی و قدرت ۱۹۵ اسب بخار یکی دیگر ازگزینه‌های موتور خودرو بود که با پرداخت ۹۳ دلار بیشتر، به پیشرانه ای ۸ سیلندر خطی و ۵۳۶۰ سی سی با قدرت ۲۷۵ اسب بخار ارتقا می‌یافت. کوپه‌های Nova SS با گیربکس اتوماتیک Powerglide یا گیربکس دستی چهار سرعته با دسته دنده در کنسول وسط بودند. البته مدل‌های دیگری نیز بودند که دسته دنده آنها بغل فرمانی بود.
فروش مدل‌های ۱۹۶۷ در مقایسه با مدلهای ۱۹۶۶ بیش از یک سوم کاهش یافته و به ۱۰۶۵۰۰ دستگاه رسید که ۱۲۹۰۰ دستگاه از آن واگن استیشن بود. در سال ۱۹۶۷ حدود ۱۰ هزار و ۱۰۰ دستگاه شورولت Nova SS به دست مشتریان رسید که ۸ هزار و ۲۰۰ دستگاه از آنها دارای موتور V8 هستند. در سری Chevy II 100 و معمولی نوا، پیشرانه‌های شش سیلندر بسیار بهتر از V-8 بودند.
سدان پایه Chevy Nova به قیمت ۲۳۰۰ دلار فروخته می‌شود در حالی که کوپه تندرو با قیمت ۲۳۳۰ دلار به فروش می‌رفت.

## نسل سوم

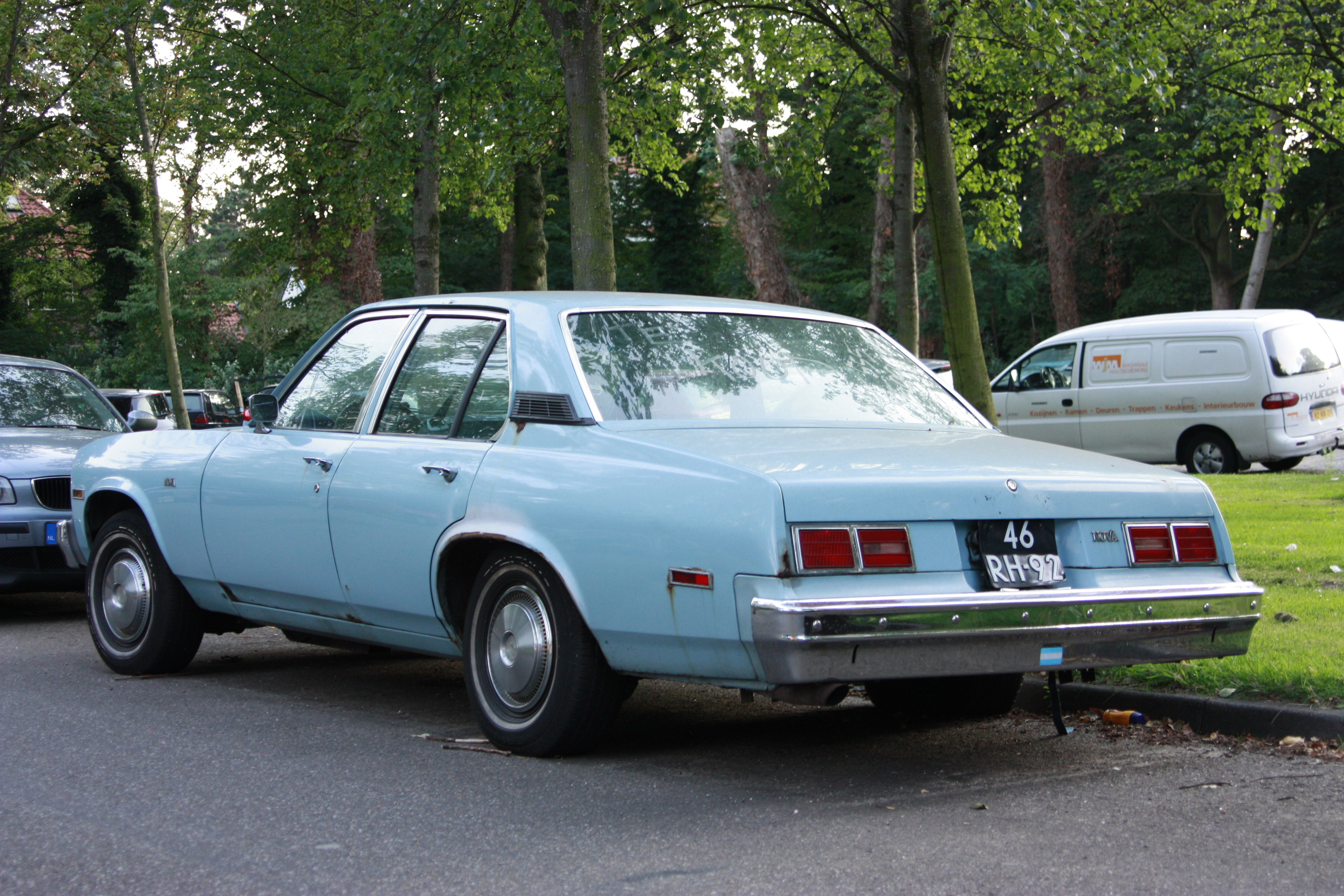
شورلت نوا

مدل های 1968 با بازسازی گسترده در فاصله دو محور 111 اینچی کاملاً از نو طراحی شدند به این شکل که شاسی خودروهای کامپکت Chevy فقط یک اینچ کوتاهتر از کوپل متوسط Chevelle بود. ساخت واگن استیشن و کوپه مسقف متوقف شد.
یکی از تغییرات قابل توجه ، مونتاژ فریم فریم جلو بود - در مقایسه با فورد ، کرایسلر و AMC ، که در آن ها کل سامانه تعلیق جلو با بدنه یکپارچه شده بود، یک فریم فرعی جداگانه جایگزین سبک قبلی شد (مثل قسمت جلوی قاب خودروهای GM) . اگر چه طراحی زیر قاب جلو برای نوا بی نظیر بود، لکن کامارو در مدل سال قبل خود اولین کسی بود که از چنین طرحی استفاده کرد.در بروشور فروش 15 آپشن برای انتخاب موتور در مدلهای کوپه ها و آپشن های بسیار دیگری در خودرو قید شده بود. آپشن هایی مثل ترمزهای برقی، فرمان برقی، تهویه خودرو چهار فصل و کمربندهای ایمنی بهتر. چند شورولت نواس ساخته شده با 194 ci (3.1 لیتر) ، همان موتوری که در نسل های قبلی Chevy II استفاده شده بود. اما فروش Chevy Nova 1968 به نصف کاهش یافت. به همین خاطر در سال 1969 شرکت شورولت بخش Chevy II را از نام خودرو حذف کرد و اکنون دیگر فقط به نام شورولت نوا به بازار عرضه می شد. در فاصله 2 سال یعنی 1968 تا 1970 موتور چهار سیلندر 2510 سی سی به بازار آمد، اما به دلیل عدم استقبال مردم ، کنار گذاشته شد و به دلیل محبوبیت بسیار بالای موتور 6 سیلندر 4600 سی سی شورلت نوا با این موتور به بازار آمد. حتی در این دو سال موتورهای V8 با حجم موتور 5030 سی سی نیز بنا به درخواست مشتری، روی این خودر نصب می شد. در این دو سال حتی مدلهایی با موتور  V8 ارائه شد که حجم موتور آنها 5360 سی سی بود. این موتور ها که از کاربراتور چهار دهنه استفاده می کردند قدرتی برابر با 275 اسب بخار داشتند. در اواسط سال، یک گیربکس نیمه اتوماتیک بنام Torque-Drive (RPO MB1) به عنوان یک آپشن ارزانتر (100 دلار کمتر از گیربکس Powerglide) نیز به بازار آمد اما گیربکس دو سرعته  Powerglide همچنان تنها گیربکس تمام اتوماتیک موجود در اکثر موتورها بود ، زیرا گیربکس توربو-هیدراماتیک سه سرعته مطلوب تر فقط روی موتورهای بزرگ V8 بود.

### نوا اس اس
Nova Super Sport که یک گزینه اصلاح شده بود کم کم در سال 1968 به یک مدل پر طرفدار تبدیل شد. نوا اس اس اکنون یکی از کوچکترین اتومبیل های عضلانی است که توسط دیترویت به میدان رفته است، که دارای یک موتور V8 با قدرت 295 اسب بخار (220 کیلووات) با حجم موتور 5700 سی سی است. دارای سامانه تعلیق سنگین و تمام سخت افزارهای عملکردی با قیمت 312 دلار. تازه بنا به سفارش مشتری دو موتور V8 نیز روی خودرو نصب می شد. هر دو از خانواده  موتورهای 6500 سی سی بودند که یکی 350 اسب بخار معادل 260 کیلو وات قدرت داشت و دیگری 375 اسب بخار قدرت داشت. هر دو مدل قیمتی حدود  348 دلار داشتند.  هر دو موتور با گیربکس های مختلفی از جمله جعبه دنده دستی سه سرعته M-21، چهار سرعته دستی سنگین M-22 "Rock Crusher" یا جعبه دنده اتوماتیک سه سرعته Turbo-Hydramatic 400 ارائه می شدند. ترمزهای دیسکی جلو در Nova SS 1968 آپشن اختیاری بودند. در مجموع 5571 کوپه SS در سال 1968 تولید شد. نوا اس اس تا سال 1976 از نشان SS استفاده می کرد.

### 1969-1972
دیدیم که در سال 1969 نام Chevy II بازنشسته شد و خانواده نام های Nova را ترک کرد. نشان لاستیک "Chevy II by Chevrolet" با "Nova by Chevrolet" و نشان "Chevy II" بالای مشبک با نشان پاپیون جایگزین شد و مدل 1969 با نام مدل Nova در ادبیات فروش شورولت تبلیغ شد.
در این دوره در تمام خودروهای جنرال موتور 1969 GM، از جمله نوا میل فرمان به قفل فرمان مجهز شد. دریچه های هواگیری تهویه اتاق از روی ستون عقب به گلگیر جلو زیر نشان Nova منتقل شدند، موتور V8 با حجم 5700 سی سی با کاربراتور چهار دهنه  با قدرت 295 اسب بخار که به طور استاندارد با گزینه SS ارائه می شد، با افزایش 5 اسب بخار (4 کیلو وات) به 300 اسب بخار (220 کیلو وات) اصلاح شد، و در سایر نسخه های نوا (گزینه های غیر از SS) نسخه کاربراتور دو دهنه ای  با موتور V8 با قدرت 255 اسب بخار (190 کیلووات) به عنوان گزینه جدید ارائه می شد. قیمت نوا SS همان  312 دلار باقی مانده بود.
مدل های غیر از SS با موتورهای شش سیلندر  V8 و یک گیربکس اتوماتبک توربو-هیدراماتیک 350 سه سرعته جدید ساخته می شدند، البته گیربکس های Powerglide دو سرعته قدیمی نیز همچنان در موجود بودند. نوا های SS مدل 1969 اولین مدلهای Nova SS بودند که دارای ترمزهای دیسکی جلو استاندارد بودند.
سال 1970، آخرین سال برای SS 396 بود خودرویی با موتور چهار سیلندر که به ندرت سفارش می گرفت . این ماشین پس از دو سال داشتن اسم های موقت (Chevy II Nova در 1968 و Chevrolet Chevy Nova در 1969) سرانجام امسال به شورولت نوا تبدیل شد. از 254242 نوای فروخته شده در سال 1970 ، 19،558 نسخه SS 350 یا SS 396 بود. تقریباً 177 سفارش تولید دفتر مرکزی (COPO) سفارش داده شد که 175 مورد توسط Yenko Chevrolet تبدیل شدند. دو مورد دیگر در کانادا فروخته شد. Nova امسال در مسابقات Trans-Am مورد استفاده قرار گرفت.
سال 1971 نوا مشابه سال قبل بود. موتور 4960 سی سی با موتور 5700 سی سی در مدل SS جایگزین شد. سال 1971 همچنین شاهد معرفی رالی نوا (Rally Nova) بود ، مدلی تر و تمیز که فقط دو سال تولید شد (تا اینکه دوباره در سال 1977 دوباره ساخت آن از سر گرفته شد). مدل رالی شامل سه خط راه راه های سیاه یا سفید بود که طول خودرو و پشت آن را دور می زد، برچسب رالی نوا در لبه جلو کاپوت سمت راننده، نصب شده بود و لاستیک های دور سفید رالی با گل 6 خط خود نمایی می کردند، دسته فنر عقب چند برگ و قوی تر بود و بدنه "اسپرت" با آینه بغل رنگی که سمت راننده از توی ماشین قابل تنظیم بود. شورلت وگا که فروش خوبی داشت ، امسال فروش نوا را به سرقت برد ، اما نوا بلافاصله فروش خود  را بیشتر کرد و این مدل نوا محبوبیتی را به دست آورد که تا اواخر دهه 1970 ادامه داشت.

## مشخصات فنی
| مشخصات (واحد اندازه‌گیری) | نوع/میزان                         |
| ------------------------ | --------------------------------- |
| کشور سازنده              | ایالات متحده آمریکا               |
| حجم موتور (سی‌سی)         | ۴۱۰۰                              |
| نوع موتور                | احتراق داخلی بنزین سوز کاربراتوری |
| گیربکس                   | اتوماتیک                          |
| قدرت موتور               | ۱۱۵ اسب بخار                      |
| حداکثر گشتاور            | ۱۵۱ نیوتن متر                     |
| تعداد سیلندر             | ۶ خطی                             |
| تعداد سوپاپ              | ۱۲ عدد                            |
| تعداد دنده               | ۳                                 |
| قدرت موتور (اسب بخار)    | ۱۱۵                               |
| صفر تا صد                | ۱۳ ثانیه                          |
| مصرف سوخت (لیتر)         | ۱۴ (شهر) ۱۰ (اتوبان) ۱۲ (ترکیبی)  |
| سایز رینگ                | ۱۴ اینچ                           |
| سیستم فرمان              | هیدرولیک                          |
| سیستم تعلیق              | مستقل برای هر چرخ                 |
| سیستم ترمز               | جلو دیسکی، عقب کاسه ای            |
| دیفرانسیل                | عقب                               |
| انتقال قدرت              | دیفرانسیل عقب                     |
| وزن                      | ۱۵۳۰ کیلوگرم                      |
| تعداد سرنشین             | ۵                                 |
| طول (سانتی‌متر)           | ۴۹۹                               |
| عرض (سانتی‌متر)           | ۱۸۳                               |
| ارتفاع (سانتی‌متر)        | ۱۳۳                               |
| حداکثر سرعت (کیلومتر)    | ۲۰۰                               |
| شتاب (ثانیه)             | ۱۳/۵                              |
| حجم باک (لیتر)           | ۷۹                                |